# Kanton Hasselfelde
Der Kanton Hasselfelde bestand von 1807 bis 1813 im Distrikt Blankenburg im Departement der Saale im Königreich Westphalen. Er wurde durch das Königliche Decret vom 24. Dezember 1807 gebildet.
Nach der Auflösung des Königreichs Westphalen im Jahr 1813 und der Konstituierung des Herzogtums Braunschweig wurde die Landesverwaltung neu geordnet. Der Kanton Hasselfelde ging im Amt Hasselfelde des Herzogtums Braunschweig auf.

## Gemeinden
- Alrode
- Hasselfelde
- Stiege
- Trautenstein